# Списък с епизоди на „Герои: 108“
Това е списъкът с епизоди на анимационния сериал „Герои: 108“.
| Номер | Заглавие на епизода                                             | Премиера в САЩ | Премиера в България |
| ----- | --------------------------------------------------------------- | -------------- | ------------------- |
| 1     | Заешкият замък / Замъкът на слоновете                           | 1 март 2010 г. | 31 май 2010 г.      |
| 2     | Замъкът на лигрите / Замъкът на камилите                        | 2 март 2010 г. | 1 юни 2010 г.       |
| 3     | Замъкът на папагалите / Състезанието с костенурки-танкове       | 3 март 2010 г. | 2 юни 2010 г.       |
| 4     | Замъкът на пандите и жирафите / Замъкът на орлите               | 4 март 2010 г. | 3 юни 2010 г.       |
| 5     | Замъкът на павианите / Състезание с Ти Гониш                    | 5 март 2010 г. | 4 юни 2010 г.       |
| 6     | Битката на танковите армии                                      | 8 март 2010 г. | 7 юни 2010 г.       |
| 7     | Замъкът на камилите 2 / Второто състезание с костенурки-танкове | 9 март 2010 г. | 8 юни 2010 г.       |